# Ямен

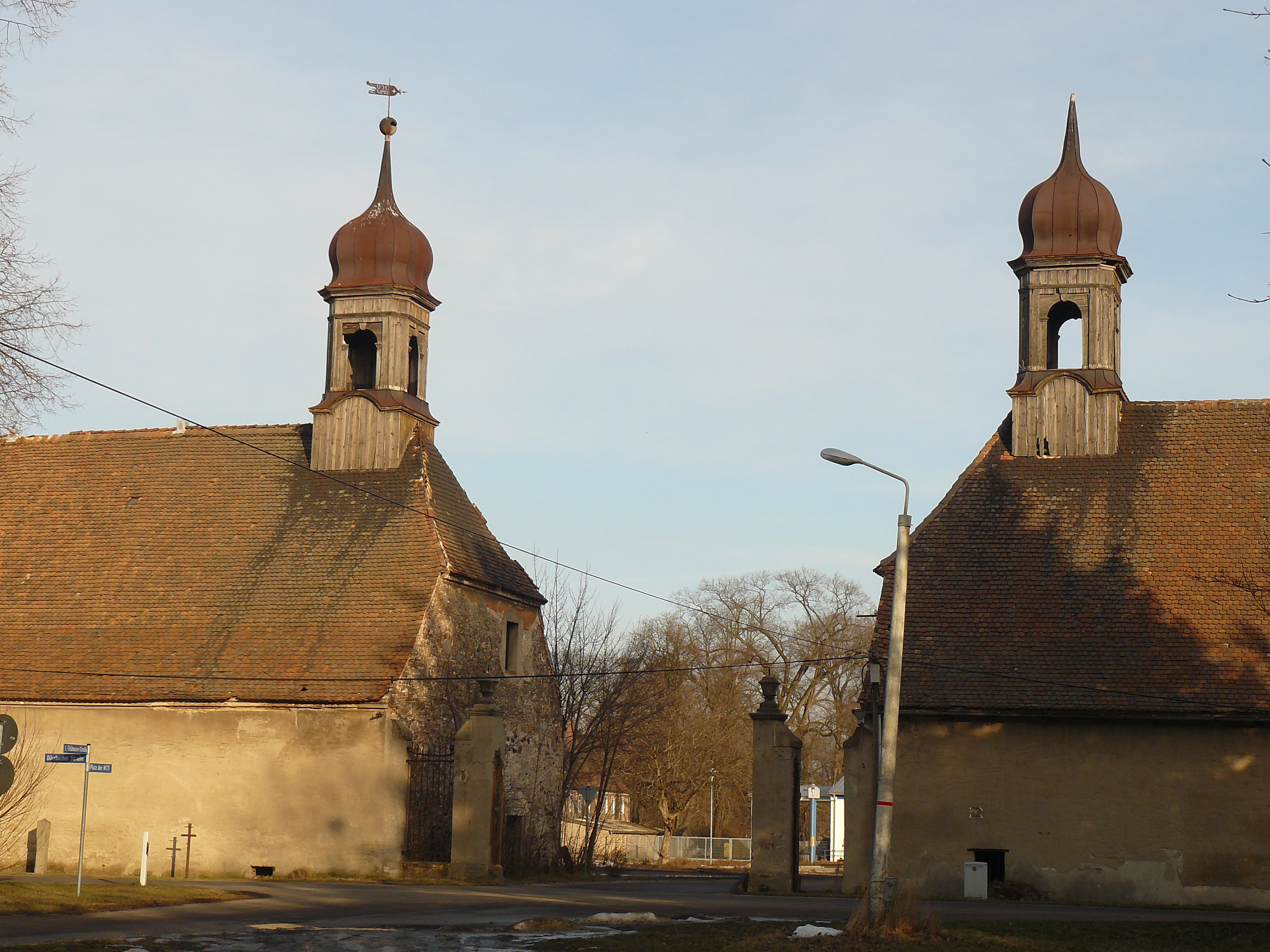

Я́мен или Я́мно (нем. Jahmen; в.-луж. Jamnoо файле) — деревня в Верхней Лужице, Германия. Входит в состав коммуны Боксберг района Гёрлиц в земле Саксония. Подчиняется административному округу Дрезден.

## География
Находится в южной части района Лужицких озёр на территории биосферного заповедника «Пустоши и озёра Верхней Лужицы». На востоке граничит непосредственно с деревней Клетно. На южной границе проходит железнодорожная линия и находится железнодорожная станция Клиттен. На северо-востоке от деревни находится искусственное Бервалдское озеро. Через деревню проходит автомобильная дорога S 121.
Соседние населённые пункты: на севере — деревня Дырбах, на востоке — деревня Клиттен и на юго-западе — деревня Кошла.

## История
Впервые упоминается в 1390 году под наименованием Jamen.
До 1938 года была частью соседней деревни Клиттен. С 2009 года входит в состав современной коммуны Боксберг.
В настоящее время деревня входит в состав культурно-территориальной автономии «Лужицкая поселенческая область», на территории которой действуют законодательные акты земель Саксонии и Бранденбурга, содействующие сохранению лужицких языков и культуры лужичан.
Исторические немецкие наименования.
- Jamen, 1390
- Jomen, 1402
- Jamen, 1417
- Jamenn, 1506
- Jomen, 1533
- Jahmen, 1768

## Население
Официальным языком в населённом пункте, помимо немецкого, является также верхнелужицкий язык.
Согласно статистическому сочинению «Dodawki k statisticy a etnografiji łužickich Serbow» Арношта Муки в 1884 году в деревне проживало 291 человек (из них — 262 серболужичанина (90 %)).
| 1825 | 1871 | 1885 | 1905 | 1925 | 1946 | 1950 | 1964 | 2011 |
| ---- | ---- | ---- | ---- | ---- | ---- | ---- | ---- | ---- |
| 263  | 352  | 289  | 297  | 423  | 113  | 102  | 250  | 71   |